# EC Pinheiros
Der Esporte Clube Pinheiros ist ein Sportverein in der brasilianischen Metropole São Paulo, der 1899 von Deutschbrasilianern als Sport Club Germânia gegründet wurde. Der SC Germânia war einer der ersten Vereine, die den Fußball in Brasilien etablierten, und bestritt 1902 das erste offizielle Meisterschaftsspiel der Geschichte des Landes. Germânia ist zweimaliger Gewinner der Staatsmeisterschaft von São Paulo. Herausragender Sportler jener Zeit war Hermann Friese, der als der erste bedeutende Fußballer Brasiliens angesehen wird. Auch Arthur Friedenreich begann seine Karriere im Jahr 1909 beim SC Germânia.
Nach der Aufgabe des Fußballs als Spitzensport zu Anfang der 1930er Jahre transformierte sich der Verein in einen erfolgreichen allgemeinen Sportverein. Bereits 1932 stellte die Schwimmsportabteilung den ersten Olympiateilnehmer und gewann seither auch Gold. Die Basket- und Volleyball-Mannschaften spielen in der ersten nationalen Liga. Eine Stärke des Vereins ist auch die Jugendarbeit.
Seit den 1940er Jahren etablierte sich der Verein auch als gesellschaftlicher Klub mit großem Festsaal und hat seither sein Angebot zur allgemeinen Freizeitgestaltung seiner Mitglieder auch jenseits des Sports beträchtlich erweitert. Dieser Tage durchlaufen täglich tausende Besucher beispielsweise die Restaurants und Bars des Vereins. Auftritte von Spitzenstars der brasilianischen Unterhaltungsindustrie wie Jorge Ben Jor und Daniela Mercury sowie klassischen Orchestern und Theateraufführungen stehen regelmäßig auf dem Veranstaltungskalender.

## Von Nobilings Team zum SC Germânia
Im März 1897 traf der aus Hamburg stammende Ingenieur Hans Nobiling in São Paulo ein. Nobiling, der bis zu seiner Emigration beim SC Germania 1887 in Hamburg, einem der Vorgängervereine des Hamburger SV, spielte, hatte in seinem Gepäck unter anderem einen Fußball, die Statuten der Germania und des Hamburger Sportverbandes.
Schon bald formte er mit weiteren Sportfreunden aus verschiedenen Ländern wie Portugiesen, Franzosen, Engländern und auch Deutschen das Hans Nobilings Team, nach dem São Paulo Athletic Club des englischstämmigen Pioniers Charles William Miller und der Mannschaft des Mackenzie College die erst dritte Fußballmannschaft in Brasilien und wurde einer der Pioniere dieses Sports.

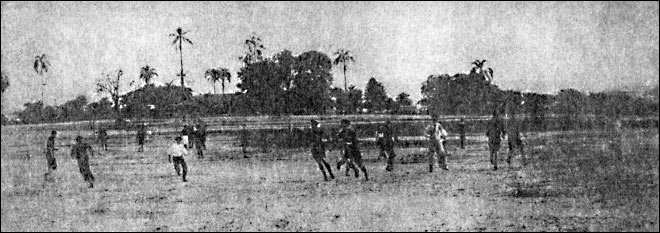
Eines der ersten Fußballspiele in Brasilien überhaupt: Germânia – Internacional (1899)

1899 lud Nobilings Team den Athletic Club zu einem Wettspiel ein, doch dieser lehnte ab. Das Mackenzie College zögerte aber nicht, und so kam es am 5. März 1899 zum ersten Spiel zwischen zwei Fußballvereinen
in Brasilien. Das Ergebnis ist mit 0:0 überliefert.

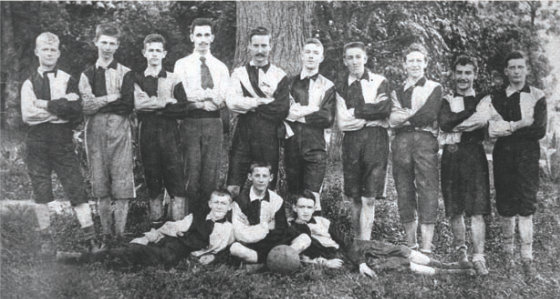
Hans Nobiling (mit Krawatte) und Spieler des SC Germânia

Als Nobiling aus der Spielgemeinschaft einen regulären Club machen wollte, kam es zu einem Namensstreit: 15 Spieler votierten für „Internacional“, fünf für „Germânia“. Der somit am 19. August 1899 als SC Internacional gegründete Verein sollte seinen Weg in der Fußballgeschichte Brasiliens machen. Nach den beiden Staatsmeisterschaften 1907 und 1928 geriet der Verein aber in finanzielle Schwierigkeiten und ging Ende der 1930er Jahre im heutigen Erfolgsverein FC São Paulo auf.

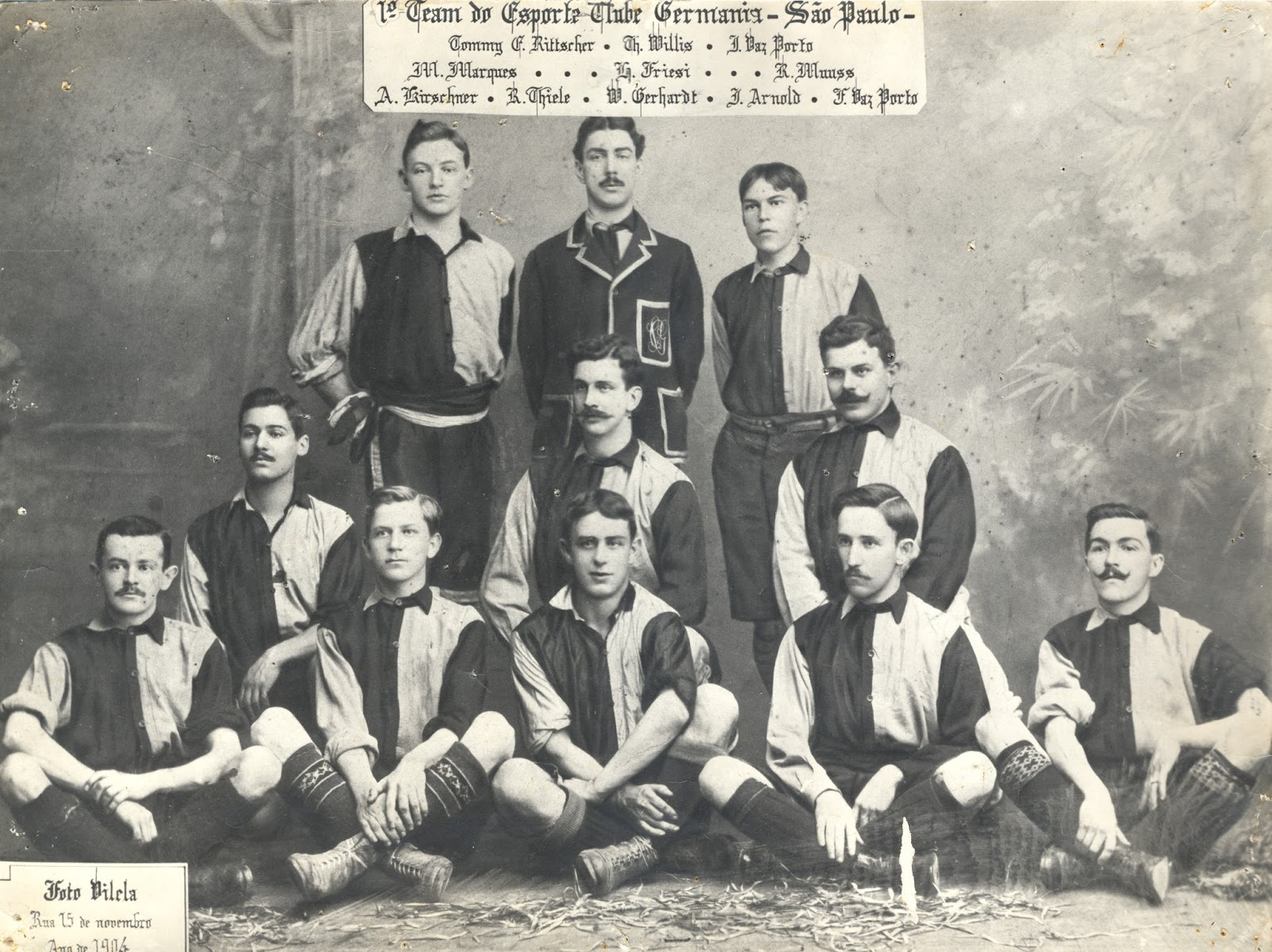
Der SC Germânia 1904

Hans Nobiling war enttäuscht, dass sein Namensvorschlag wenig Widerhall fand, verließ gemeinsam mit dem Wahnschaffe-Brüdern den neuen Verein und gründete bereits am 7. September 1899 mit anderen deutschen Einwanderern den Sport Club Germânia. Er gab diesem nicht nur denselben Namen, sondern auch die gleichen Vereinsfarben wie seinem früheren Hamburger Club. Germânia war nun nach dem Athletic Club, Mackenzie College und Internacional der vierte Fußballverein Brasiliens.
Gemeinsam mit den drei anderen Vereinen und dem Club Athletico Paulistano gründete Germânia am 19. Dezember 1901 mit der Liga Paulista de Foot-Ball zum Zweck der Abhaltung einer Meisterschaft den ersten brasilianischen Fußballverband. Am 3. Mai 1902 traten schließlich die Germânia und Mackenzie zum ersten Meisterschaftsspiel der brasilianischen Geschichte an. Germânia verlor das Spiel mit 1:2 und war nach dem Ende der Meisterschaft von São Paulo im Oktober Vierter. 1906 und 1915 gewann Germânia schließlich die Meisterschaft. In den Spielzeiten 1905 und 1906 wurden zudem die Germânia-Spieler Hermann Friese und Fueller Torschützenkönige des Wettbewerbes. Der ebenfalls vom SC Germania 1887 aus Hamburg gekommene Friese fungierte nicht nur auch als Trainer, er war ein herausragender Athlet und die erste große Spielerpersönlichkeit Brasiliens. Die Zeitung O Estado de São Paulo nannte ihn 1903 den „sensationellsten Fußballer aller Zeiten“.
Im Mai 1907 nahm Friese, ein ehemaliger Deutscher Meister im 1500-Meter-Lauf, als einziger brasilianischer Sportler an einem internationalen Wettkampf in Uruguay teil, den so genannten Internationalen Olympischen Spielen von Montevideo, und gewann an einem einzigen Abend die Wettkämpfe über 1500 Meter und 800 Meter, über 400 Meter wurde er Zweiter. Er kann damit auch als erster erfolgreicher Leichtathlet des Vereins angesehen werden.
Hermann Friese gilt zudem auch als Entdecker von Arthur Friedenreich, einem der größten Fußballer Brasiliens, der 1909 bei Germânia seine Karriere begann. Der Mulatte fand aber nur aufgrund seines deutschen Vaters Aufnahme beim Verein. Friese setzte sich dabei zusammen mit Nobiling erfolgreich für eine Streichung diskriminatorischer Aspekte der Vereinssatzung ein. Der Ausnahmefußballer sollte aber nur 1909 und 1911 für Germânia spielen.
Schon 1905 war es Nobiling, der enge Kontakte nach Deutschland hielt, gelungen, den späteren deutschen Nationalmannschaftskapitän und Olympiateilnehmer Camillo Ugi für ein viermonatiges Gastspiel beim SC Germânia zu gewinnen. Nobiling hatte ihn mit einem lukrativen Posten in seinem Handelskontor nach São Paulo gelockt.
Im September 1913 wurde der rechte Halbstürmer Edgard Amstitter der einzige Auswahlspieler der Vereinsgeschichte, als er mit einer sich als brasilianische Nationalmannschaft gebenden Stadtauswahl von São Paulo gegen eine chilenische Auswahl antrat die dabei im Parque Antarctica mit 1:3 verlor.
Bereits im zweiten Jahrzehnt des 20. Jahrhunderts verstärkte der Verein Engagement bei weiteren Sportarten neben dem Fußball, wie Leichtathletik und Tennis. Wassersport wie Rudern und Schwimmen wurden am Rio Tietê betrieben. In den 1920er Jahren kaufte sich die Germânia mit der Chácara Itaim, einem in einer Schleife des Rio Pinheiros gelegenen landwirtschaftlichen Gehöft, ein vereinseigenes Gelände.
Mit der Transformation zum Professionalismus zog sich der SC Germânia vom Fußball zurück wenngleich auch noch in den 1950er Jahren Mannschaften in untere Amateurligen entsandt wurden. Eine immer größere Anzahl vom Amateursportarten stand nun im Mittelpunkt des Vereins. 1932 wurde der Wasserspringer der erste Olympiateilnehmer des Vereins.

## Der EC Pinheiros heute

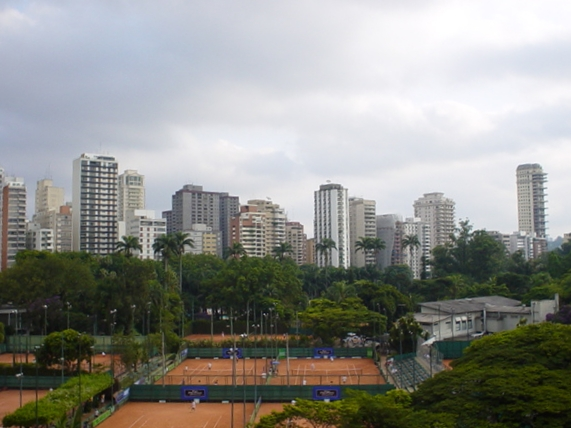
Tennisplätze auf dem Vereinsgelände

Nach der Einführung des professionellen Fußballs beschränkte sich der EC Pinheiros auf reinen Amateursport. Wassersport, Triathlon und Fechten sind Sportarten, in denen Pinheiros heute in Brasilien führende Athleten hervorbringt. Der Verein unterhält rund 40 Sportabteilungen, dazu zählen auch die Karten- und Schachspieler. Futsal und auch Fußball betreibt der Verein auch noch, wenngleich bei weitem nicht mit dem Enthusiasmus der Gründergeneration um Hans Nobiling.

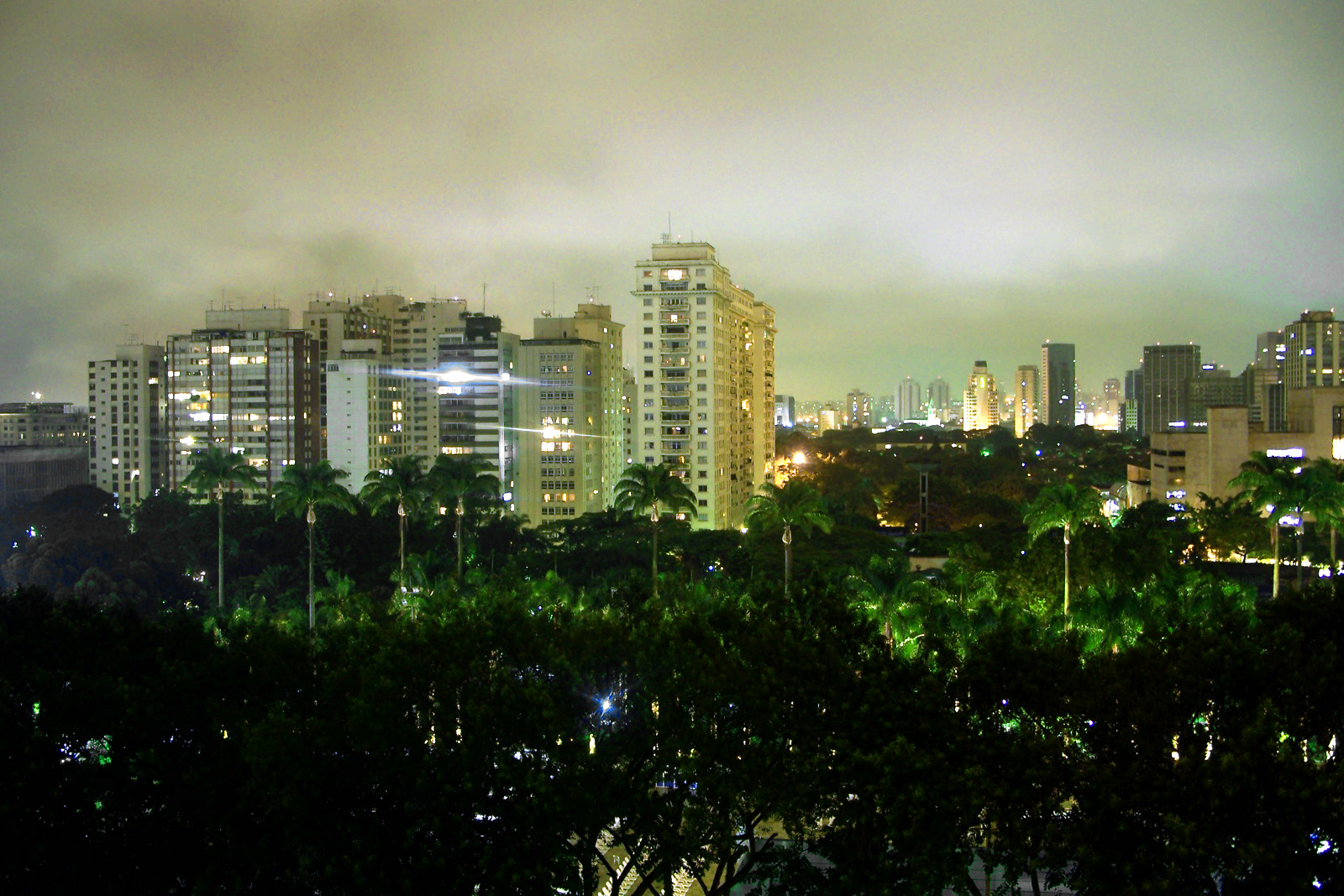
Blick über die Grünflächen des Vereins auf Appartement-Häuser an der Rua Angelina Maffei Vita

Im Verlauf des Zweiten Weltkrieges verbündete sich Brasilien mit den Alliierten. Vereinsnamen, die auf die Achsenmächte wie Deutschland, Italien und Japan Bezug nahmen, gehörten nicht mehr zum guten Ton. In dieser Phase durchlief der SC Germânia eine Phase der nacionalização, der „Brasilianisierung“, und die Vereinigung mit dem 1868 gegründeten Verein Gesellschaft Germania (auch: „Sociedade Germania“) im März 1942 wurde zum Anlass genommen, sich als EC Pinheiros neu zu konstituieren. Der neue Name nimmt Bezug auf den Rio Pinheiros, der São Paulo durchzieht und nahe dem Vereinsgelände entlangfließt. Seit jenem Zeitpunkt ist auch die Vereinssprache nicht mehr deutsch und die Mehrzahl der Vorstände müssen Brasilianer sein. Um auf die Belange der nicht sportlich orientierten Gesellschaft Germania besser eingehen zu können, eröffnete Pinheiros am Silvestertag 1957 seine Festhalle, die seinerzeit als die größte Südamerikas galt.
Mit über 35.000 Mitgliedern ist der Verein heute nach eigenen Angaben der größte Vielzwecksportverein der südlichen Erdhalbkugel. Doch Sport ist nur eine Facette des Vereines. Der EC Pinheiro residiert heute auf 170.000 m² im nobelsten aller Viertel von São Paulo, Jardim Europa. Zum Vereinsgelände gehören ein Park mit altem Baumbestand, Sauna, ein Swimmingpool, zwei Dutzend Tennisplätze sowie Restaurants der ersten Kategorie, eine gut ausgestattete Bibliothek, eine Kinderbetreuungsstätte und Veranstaltungsräume.
Von 6:00 Uhr in der früh bis Mitternacht besuchen jeden Tag durchschnittlich 6000 Besucher das Vereinsareal. Die öffentlich einsehbare Bilanz des Clubs weist für 2007 ein Vereinsvermögen von rund 380 Millionen BRL aus, das sind umgerechnet ca. 140 Millionen Euro.
Das Vereinswappen ähnelt noch heute dem des ursprünglichen SC Germânia – die Umrandung in den kaiserlichen Farben schwarz-weiß-rot ist jedoch gewichen. Eine besondere Bedeutung für die deutschbrasilianische Gemeinde hat der EC Pinheiros heute nicht mehr.

## Sportarten

### Basketball
2006 nahm der EC Pinheiros erstmals am Spielbetrieb der professionellen brasilianischen Basketball-Liga teil. In jenem Jahr konnte sich Pinheiros aber nicht für die ab der darauffolgenden Saison beginnende eingleisige nationale Basketballliga qualifizieren. Mit der Saison 2009 gehört Pinheiros aber wieder der höchsten brasilianischen Basketballliga an. 2010 trat die Mannschaft dabei mit dem Sponsorennamen als Pinheiros/Sky an.
Im Februar 2012 unterlag Pinheiros erst im Finale der Südamerikanischen Basketball-Liga – dem zweitwichtigsten südamerikanischen Wettbewerb für Basketballvereine – mit 73:88 gegen CA Obras Sanitarias de la Nación aus Buenos Aires.

### Handball (Frauen)
Im Verein wird auch Handball für Frauen angeboten. Die erste Mannschaft spielt in der höchsten Spielklasse Brasiliens.
In den Jahren 2018, 2019, 2020 und 2021 gewann der Verein die Staatsmeisterschaft. In den Jahren 2016 und 2019 wurde auch die brasilianische Meisterschaft gewonnen.
Die Pan American Club Championship gewann das Team aus São Paulo im Jahr 2017, im Jahr 2022 gelang der Gewinn des Nachfolgewettbewerbs, der South and Central American Club Championship.

### Handball (Männer)
Im Handball der Männer ist der Esporte Clube Pinheiros in der höchsten brasilianischen Spielklasse vertreten.
Der Verein gewann in den Jahren 1934, 1937, 1940, 1941, 1945, 1948, 1950, 1954, 1962, 1964, 1965, 1967, 1969–72, 1974, 1977, 1981, 1991, 1996–98, 2002, 2006, 2009, 2010, 2014, 2016 und 2017 die Staatsmeisterschaft im Bundesstaat São Paulo. Die nationale Meisterschaft Brasiliens gewann der Verein in den Jahren 2007, 2009, 2010, 2011, 2012, 2015, 2017, 2018 und 2020.
International spielte das Team bei den Pan American Club Championship, die man 2011 und 2017 gewann, sowie bei dem Nachfolgewettbewerb, der Süd- und mittelamerikanischen Handball-Vereinsmeisterschaft der Männer, die im Jahr 2021 gewonnen wurde. Beim IHF Super Globe war das Team in den Spielzeiten 2011, 2017 und 2021 vertreten.

### Volleyball
Sowohl die Männer als auch die Frauen der Volleyballabteilung treten in der jeweiligen höchsten Spielklasse, der Superliga an. 2010 trat die Männermannschaft dabei mit dem Sponsorennamen als Pinheiros/Sky an. Die Frauen spielten entsprechend ihrer Spielgemeinschaft mit der Mackenzie Universität als Pinheiros/Mackenzie. Brasilien zählt in dieser Sportart zur Weltspitze.

### Wasserball
Der EC Pinheiros betreibt Wasserball seit 1949. Schon bald fanden Spieler des Vereins Aufnahme in die Nationalmannschaft und vertraten Brasilien bei Olympischen Spielen und zahlreichen weiteren internationalen Wettbewerben wie beim Sieg Brasiliens bei den Panamerikanischen Spielen 1963. Nachdem Pinheiros bereits 2004 den brasilianischen Pokal gewonnen hatte, wurde der Verein auch Meister der 2008 erstmals ausgetragenen nationalen Spielklasse Liga Nacional de Pólo Aquático.
- Nationale Titel der Männer:

Meisterschaft: 2004, 2007, 2008, 2009, 2010, 2018
Pokal: 1992, 2003, 2005
- Nationale Titel der Frauen:

Meisterschaft: 2004, 2005, 2006, 2007, 2008, 2009, 2011, 2012, 2013, 2014
Pokal: 2002, 2004, 2005, 2006, 2007, 2008, 2009, 2010, 2012, 2013, 2014, 2015

### Tennis
Tennis wurde bereits in den ersten Jahren des CS Germania praktiziert. Vor allem in späteren Jahren wurde auch der Gründungspräsident Hans Nobiling zum begeisterten Tennisspieler. 1924 zählte Germania zu den Mitbegründern des Staatsverbandes Federação Paulista de Tênis. Mit 14 Tennisplätzen hatte der Verein 1949 die größte Tennisanlage Brasiliens. Der Verein hat 24 Tennisplätze und war unter anderem auch mehrfach Gastgeber bei Spielen um den Davis Cup, wie beispielsweise 2010 gegen Indien. Ingrid Metzner von Pinheiros war in den 1950er Jahren die erste brasilianische Teilnehmerin in Wimbledon.

### Leichtathletik
Vereinsintern wurde von praktisch von Anbeginn Leichtathletik beim SC Germânia betrieben. Hermann Friese, dereinst auch Deutscher Meister im 1500-Meter-Lauf, vertrat 1907 als einziger Brasilianer das Land bei einem internationalen Turnier in Montevideo und gewann dort zwei Wettbewerbe. Germânia war 1924 Gründungsmitglied des Staatsverbandes für Leichtathletik, der Federação Paulista de Atletismo. Zum Ende der 1930er Jahre dominierte der Verein mit seiner 70 Mitglieder starken Mannschaft die Leichtathletik in Brasilien und hielt neben zahlreichen Südamerika-Rekorden fast alle Landesrekorde. In den 1970er Jahren dominierte João Carlos de Oliveira den Dreisprung und hielt über lange Zeit den Weltrekord. Zu den besten der dieser Tage der unter dem Sponsorennamen EC Pinheiro/Asics antretenden Leichtathletikmannschaft gehören in der Gegenwart der vierfache Südamerikameister im 800-Meter-Lauf Fabiano Peçanha und Sabine Heitling, Südamerikameisterin über 3000 m Hindernis.